# HLM (주택)
HLM(habitation à loyer modéré, 발음: [aʃ ɛl ɛm], 문자 그대로 '적당한 임대료의 주택')은 프랑스, 알제리, 세네갈 및 퀘벡주의 저소득 주택 형태이다. 공영 또는 민간 주택이 될 수 있으며 임대료 보조금이 제공된다.
HLM은 프랑스 전체 주택의 16%를 차지한다. 약 400만 채의 주택이 있으며, 약 1,000만 명이 거주하고 있다. HLM 주택 프로젝트의 생활 수준은 종종 미국에서 가장 낮다.
2001년 이전에 건설된 프랑스 HLM의 72%(2001~2011년 사이에 건설된 HLM의 95%)는 소형 건물이거나 개인 주택이다. 건물의 평균 크기는 아파트 20개이다. HLM 건설은 주로 예금 및 위탁 사무소(Caisse des dépôts et consignations)에 의해 규제되는 저축 계좌 유형인 리브레 A(Livret A)에 징수된 자금으로 자금이 조달된다. 2011년에 프랑스 국민은 이러한 유형의 저축 계좌에 2,800억 유로를 예치했다.

## 같이 보기
- 공영 주택
- 주택단지
- 흐루숍카
- 카운실 하우스
- 신도시